# Нове життя (газета, Любешів)
Газета «Нове життя» (до 19.. р. — «Червона зірка») — Любешівська районна газета, заснована Любешівським райкомом компартії України в 1945 році.
Перший номер газети під назвою «Червона зірка» вийшов у селищі Любешів у травні 1945 року.
З 2005 року засновниками газети була районна Рада, райдержадміністрація та колектив редакції. Газета виходила у суботу.
Тоді у редакції працювали:
Іраїда Журавлюк — редактор,
Микола Муляр — відповідальний секретар,
Наталія Муха — кореспондент,
Тамара Урядова — кореспондент,
Людмила Хомич — оператор комп'ютерного набору,
Тетяна Гапонюк — бухгалтер.
З назвою «Нове життя» перший номер газети побачив світ 1 квітня 1965 року на чотирьох сторінках формату А3 накладом 4000 примірників. Примітно те, що виходила вона тричі на тиждень. Коштував один примірник газети 2 копійки. Друкувалася у Камінь-Каширській друкарні Волинського обласного управління преси. А з № 24 і до 2000 року друкувалася в Любешівській районній друкарні.
Редакція газети знаходиться за адресою: 44200, Волинська область, смт. Любешів, вулиця Незалежності, 54.
У газеті у свій час друкувались і друкуються тепер:
- Тетяна Баранова — поетеса, журналістка.
- Олексій Бренчук (1928–2012) — краєзнавець.
- Петро Кравчук — літератор, краєзнавець, почесний громадянин Любешова (2009).
- Григорій Мацерук (1954—1981) — письменник, журналіст.
- Микола Черняк (1941—2005) — поет, журналіст.
- Микола Шмигін — письменник, журналіст.
- Валентин Поліщук — почесний донор, краєзнавець.
- Валеріан Тинчук — журналіст, краєзнавець.

## Головні редактори
- Степан Іванович Пилипчук, головний редактор.

Степан Іванович Пилипчук, головний редактор.

- Салун Марія Іларіонівна (1945-19..)
- Дусик Іван. (газ. "Червона Зірка") (1945 - 1946 ?)[2]
- ? Мальцева
- ? Іващенко
- Микола Руденко (1965 -1976)
- Степан Пилипчук (1976-1991)
- Іраїда Журавлюк (1991-2014)
- Наталія Муха (з 2014 р.)